# Belgian International 2014
Das Belgian International 2014 im Badminton fand vom 10. bis zum 13. September 2014 in Leuven statt. Das Turnier gehörte zum BE Circuit 2014/15.

## Austragungsort
- Sportoase Philipssite, Philipssite 6

## Sieger und Platzierte
| Disziplin    | Gold                                | Silber                         | Bronze                                 |
| ------------ | ----------------------------------- | ------------------------------ | -------------------------------------- |
| Herreneinzel | Hans-Kristian Vittinghus            | Marc Zwiebler                  | Joachim Persson                        |
| Herreneinzel | Hans-Kristian Vittinghus            | Marc Zwiebler                  | Emil Holst                             |
| Dameneinzel  | Michelle Li                         | Karin Schnaase                 | Sashina Vignes Waran                   |
| Dameneinzel  | Michelle Li                         | Karin Schnaase                 | Evgeniya Kosetskaya                    |
| Herrendoppel | Mathias Christiansen David Daugaard | Jacco Arends Jelle Maas        | Anders Skaarup Rasmussen Kim Astrup    |
| Herrendoppel | Mathias Christiansen David Daugaard | Jacco Arends Jelle Maas        | Fabian Holzer Mark Lamsfuß             |
| Damendoppel  | Eefje Muskens Selena Piek           | Samantha Barning Iris Tabeling | Ekaterina Bolotova Evgeniya Kosetskaya |
| Damendoppel  | Eefje Muskens Selena Piek           | Samantha Barning Iris Tabeling | Lena Grebak Emelie Lennartsson         |
| Mixed        | Jacco Arends Selena Piek            | Jelle Maas Iris Tabeling       | Niclas Nøhr Sara Thygesen              |
| Mixed        | Jacco Arends Selena Piek            | Jelle Maas Iris Tabeling       | Jorrit de Ruiter Samantha Barning      |